# Pierre Arditi
Pierre Arditi (París, 1 de diciembre de 1944) es un actor francés, hermano de la actriz francesa Catherine Arditi.

## Biografía
Nacido en París, su padre era el pintor Georges Arditi , de Marsella de ascendencia judía, y su madre Yvonne Leblicq era belga de Bruselas
En 1987 ganó el Premio César al Mejor Actor en un papel secundario por su papel en Mélo , y en 1994, el Premio César al Mejor Actor por su papel en Smoking/No Smoking. En 1998 dio vida al fiscal Gérard de Villefort en la miniserie El conde de Montecristo.
Aunque su trabajo ha sido principalmente en cine y teatro francés, Arditi es conocido en el mundo anglófono como la voz francesa de Christopher Reeve. Dobló a Christopher Reeve en la versión en francés de las tres primeras películas de Supermán de Richard Donner y Richard Lester. 
Fue nombrado Caballero de la Légion d'honneur en 2002.  Fue nombrado Caballero de la Ordre national du Mérite el 7 de abril de 1994,  y ascendido Oficial en 2005. 